# Pena de muerte en Guyana
La pena de muerte es una sanción legal en Guyana. A pesar de su legalidad, no se han llevado a cabo ejecuciones desde 1997. Sin embargo, debido a la falta de "una práctica o política establecida contra la realización de ejecuciones", Guyana está clasificada como "retencionista". Guyana es el único país de América del Sur que mantiene la pena de muerte para los delitos comunes.
Guyana condenó a muerte a cuatro personas en 2021. Al 24 de mayo de 2021, hay 27 presos condenados a muerte en Guyana. Guyana se abstuvo de votar sobre la moratoria de las Naciones Unidas de 2020 sobre la pena de muerte.